# Boucle de l'Artois
La Boucle de l'Artois és una competició ciclista per etapes que es disputa anualment al departament del Pas de Calais.
La cursa es creà el 1990 sent una prova reservada a ciclistes amateurs fins al 2004. A partir de 2005 la cursa s'obrí al professionals i s'integrà a l'UCI Europa Tour, amb una categoria 2.1. El 2010 es va reintegrar al calendari nacional.

## Palmarès
| Any       | Vencedor                | Segon                   | Tercer                 |
| --------- | ----------------------- | ----------------------- | ---------------------- |
| 1990      | William Perard          | Laurent Eudeline        | Eric Lavaud            |
| 1991      | Jean-François Laffillée | Franck Morelle          | Philippe Lauraire      |
| 1992      | Laurent Davion          | Jean-François Laffillée | Claude Lamour          |
| 1993      | Didier Faivre Pierret   | Michel Lallouët         | Hervé Boussard         |
| 1994      | Danny In 't Ven         | Franck Morelle          | Fabrice Naessens       |
| 1995      | Jean-François Laffillée | Laurent Lefèvre         | Jean-Michel Thilloy    |
| 1996      | Jean-Michel Thilloy     | Marc Streel             | Alexei Nakazny         |
| 1997      | Christophe Detilloux    | Carlo Meneghetti        | Franck Morelle         |
| 1998      | Jean-Michel Thilloy     | Ludovic Vanhee          | Jean-Claude Thilloy    |
| 1999      | Jean-Michel Thilloy     | Jean-Claude Thilloy     | Gaël Moreau            |
| 2000      | Olivier Lenaic          | Renaud Dion             | Stéphane Auroux        |
| 2001      | Christophe Laurent      | Guillaume Laloux        | Carlo Meneghetti       |
| 2002      | Noan Lelarge            | Mattias Carlsson        | Takehiro Mizutani      |
| 2003      | Koen Das                | Renzo Mazzoleni         | Frédéric Mille         |
| 2004      | Jussi Veikkanen         | Kenny De Block          | Yann Pivois            |
| 2005      | Jérôme Bouchet          | David Tanner            | Alexandre Sabalin      |
| 2006      | Aleksandr Khatúntsev    | Sergey Kolesnikov       | Médéric Clain          |
| 2007      | Andrei Kliúiev          | René Jørgensen          | Michael Reihs          |
| 2008      | Timofei Kritski         | Thomas Bodo             | Martin Mortensen       |
| 2009      | Serguei Firsànov        | Dimitri Champion        | Frank Vandenbroucke    |
| 2010      | Evaldas Šiškevicius     | Julien Belgy            | Kévin Lalouette        |
| 2011      | Pierre-Luc Périchon     | Samuel Plouhinec        | Romain Guillemois      |
| 2012      | Sylvain Blanquefort     | Maxime Daniel           | Benoît Sinner          |
| 2013      | Fredrik Ludvigsson      | Berden de Vries         | André Steensen         |
| 2014      | Thibault Nuns           | Nico Denz               | Bruno Armirail         |
| 2015      | Håvard Blikra           | Andris Smirnovs         | Charálampos Kastrantás |
| 2016      | Yoann Paillot           | Nans Peters             | Dylan Kowalski         |
| 2017      | Benjamin Dyball         | Samuel Plouhinec        | Piotr Havik            |
| 2018      | Romain Bacon            | Fabien Schmidt          | Adrià Moreno           |
| 2019      | Louis Louvet            | Sten Van Gucht          | Maxime Chevalier       |
| 2020-2021 | cancel·lat              |                         |                        |
| 2022      | Benjamin Marais         | Antoine Devanne         | Bastien Tronchon       |
| 2023      | Pierre Thierry          | Kaden Hopkins           | Antonin Souchon        |
| 2024      | Bjoern Koerdt           | Léandre Huck            | Louis Coqueret         |
| 2025      | Lewis Bower             | Matthew Fox (ciclista)  | Sebastian Putz         |